# Benimantell
Benimantell község Spanyolországban, Alicante tartományban. Lakosainak száma 548 fő (2024). Benimantell Beniardá, Benidorm, Benifato, Castell de Castells, Finestrat, Guadalest, Polop és Sella községekkel határos.

## Népesség
A település lakosságának változását az alábbi diagram mutatja:
| Lakosok száma | 401  | 447  | 468  | 490  | 512  | 499  | 494  | 483  | 501  | 548  |
|               | 2001 | 2004 | 2006 | 2009 | 2011 | 2014 | 2016 | 2019 | 2021 | 2024 |